# Elena Sedina
Elena Sedina (em ucraniano:  Олена Седіна; nascida em 1 de junho de 1968) é uma jogadora de xadrez da Itália com participação nas Olimpíadas de xadrez de 1994 a 2014. Pela equipe da Ucrânia, Elena conquistou a medalha de ouro por performance individual no primeiro tabuleiro reserva em 1994 e uma medalha de bronze especial por performance no mesmo ano. Também conquistou a medalha de bronze por performance individual em 1996 jogando no terceiro tabuleiro. A partir de 2004, passou a competir pela Itália.